# Институт за ядрени изследвания и ядрена енергетика
Институтът за ядрени изследвания и ядрена енергетика (ИЯИЯЕ) e най-големият институт на Българската академия на науките.
Основан е през 1972, като наследник на Физическия институт с Атомна научно-експериментална база при БАН. Научният състав наброява повече от 350 души, работещи в над 30 изследователски лаборатории.
Лабораториите са групирани в следните направления: „Теоретична и математическа физика“, „Физика на високите енергии и астрофизика на частиците“, „Ядрена физика“, „Неутронна и реакторна физика“, „Ядрена енергетика“, „Ядрени методи“ и „Радиоекология и околна среда“. До 2006 година част от Института е и хранилището за радиоактивни отпадъци в Нови хан, което тогава е прехвърлено към новосъздадения национален оператор Държавно предприятие „Радиоактивни отпадъци“.
Усилията на учените от института са основна причина за одобряването на членството на България в CERN.

## Академици
- Акад. Христо Я. Христов
- Акад. Иван Т. Тодоров (академик, избран на най-млада възраст – 41 г.)

### Член-кореспонденти
- чл.-кор. Чавдар Стоянов

## Обществена дейност
Списание Светът на физиката, чиято цел е популяризирането на физиката сред сравнително широка публика – ученици с изявен интерес към физиката, студенти, докторанти и любители на природните науки, се намира на сайта на Института за ядрени изследвания и ядрена енергетика.